# Luca Schuler (Fußballspieler)
Jan Luca Schuler (* 22. März 1999 in Neustadt an der Weinstraße) ist ein deutscher Fußballspieler, der bei Hertha BSC unter Vertrag steht.

## Karriere
Schuler begann 2002 im Alter von drei Jahren beim TuS 1900 Niederkirchen mit dem Fußballspielen und wechselte ein Jahr später zum SV Meckenheim, ehe er 2006 in das Nachwuchsleistungszentrum des 1. FC Kaiserslautern aufgenommen wurde. Dort spielte der Stürmer zuletzt in der Saison 2015/16 mit den B1-Junioren (U17) in der B-Junioren-Bundesliga, hatte in dieser Zeit aber häufig mit Verletzungen zu kämpfen. Schuler wechselte daher zur Saison 2016/17 zu den A-Junioren (U19) des SV Elversberg, in der er 20 Tore erzielte. Er wechselte daraufhin zur Saison 2017/18, seinem letzten Jahr bei den Junioren, in die U19 des 1. FC Saarbrücken, mit der er in der zweitklassigen A-Junioren-Regionalliga Südwest spielte. Im Herbst 2017 kam Schuler unter dem Cheftrainer Dirk Lottner parallel zu einem Einsatz für die erste Mannschaft im Saarlandpokal sowie zu einer Nominierung in den Spieltagskader in der viertklassigen Regionalliga Südwest. Nachdem Schuler in der U19 bis zur Winterpause in 13 Spielen 16 Tore erzielt hatte, durfte er im Januar 2018 auch am Trainingslager der ersten Mannschaft in Portugal teilnehmen. Im Frühjahr 2018 nahm er ein Vertragsangebot des 1. FC Köln an und spielte fortan in der ersten Mannschaft keine Rolle mehr.
Nachdem Schuler den Juniorenbereich verlassen hatte, wechselte er zur Saison 2018/19 in die zweite Mannschaft des 1. FC Köln. Dort konnte er sich allerdings nicht durchsetzen und kam in seinem ersten Jahr lediglich zu acht Einwechslungen in der Regionalliga West. Auch in der Saison 2019/20 konnte sich Schuler nicht durchsetzen und wurde lediglich viermal eingewechselt.
Im Januar 2020 wechselte Schuler innerhalb der Regionalliga West zur zweiten Mannschaft des FC Schalke 04. Dort gehörte er direkt zum Stammpersonal und kam bis zum Saisonabbruch, der aufgrund der COVID-19-Pandemie nötig war, in 7 Spielen stets in der Startelf zum Einsatz, wobei er 3 Tore erzielte. Auch die Saison 2020/21 begann Schuler in der zweiten Mannschaft. Nachdem er in 14 Spielen 3 Tore erzielt hatte, wurde er Ende November vom Cheftrainer Manuel Baum in das Training der Profimannschaft, die nach dem 8. Spieltag mit 3 Punkten auf dem letzten Platz stand, beordert. Bei der folgenden 1:4-Niederlage bei Borussia Mönchengladbach am 28. November 2020 debütierte der 21-Jährige in der Bundesliga, als er in der Schlussphase eingewechselt wurde. Unter Baums Nachfolgern Huub Stevens und Christian Gross kam Schuler in der Folge nicht mehr zum Einsatz. Erst Anfang März 2021 folgte im ersten Spiel unter Dimitrios Grammozis, dem fünften Schalker Cheftrainer in dieser Spielzeit, seine zweite Einwechslung in der Bundesliga. Neben 2 Bundesligaeinsätzen für die Profimannschaft, die am Saisonende in die 2. Bundesliga abstieg, spielte Schuler in dieser Saison 32-mal in der Regionalliga West und erzielte 9 Tore.
Zur Saison 2021/22 wechselte Schuler zum Drittligisten 1. FC Magdeburg, für den er in der anschließenden Spielzeit mit 12 Toren in 32 Spielen zum Aufstieg in die 2. Bundesliga beitrug. Zum Saisonwechsel 2024/25 verließ er den Verein und wechselte ablösefrei zum Ligakonkurrenten Hertha BSC, wo er einen Vertrag bis Sommer 2027 unterschrieb.

## Erfolge
- Meister der 3. Liga und Aufstieg in die 2. Bundesliga: 2022